# 関俊治
関 俊治（せき しゅんじ、1920年3月4日 - 2001年11月29日 ）は、昭和時代に活躍した日本の随筆家・文芸評論家。群馬県吾妻郡中之条町生まれ。萩原朔太郎研究の第一人者として知られる。群馬県立図書館館長・群馬県文学会議議長などの要職を歴任した。

## 経歴
- 前橋中学（現群馬県立前橋高等学校）から関西学院大学法学部に進み卒業
- 群馬県文学会議設立に尽力し、群馬県文学賞創設に寄与する
- 文藝総合同人誌「風雷」の編集同人を経て、代表発行人となる
- 詩歌同人誌「みやま」に評論、随筆などの作品を発表
- 「みやま文庫」の大事業に従事。見事に完結させる
- 主な著書に、随筆集「河畔終日」などがある